# Xystrocera ugandensis
Xystrocera ugandensis är en skalbaggsart som beskrevs av Martins 1980. Xystrocera ugandensis ingår i släktet Xystrocera och familjen långhorningar. Inga underarter finns listade i Catalogue of Life.